# Golfbreker

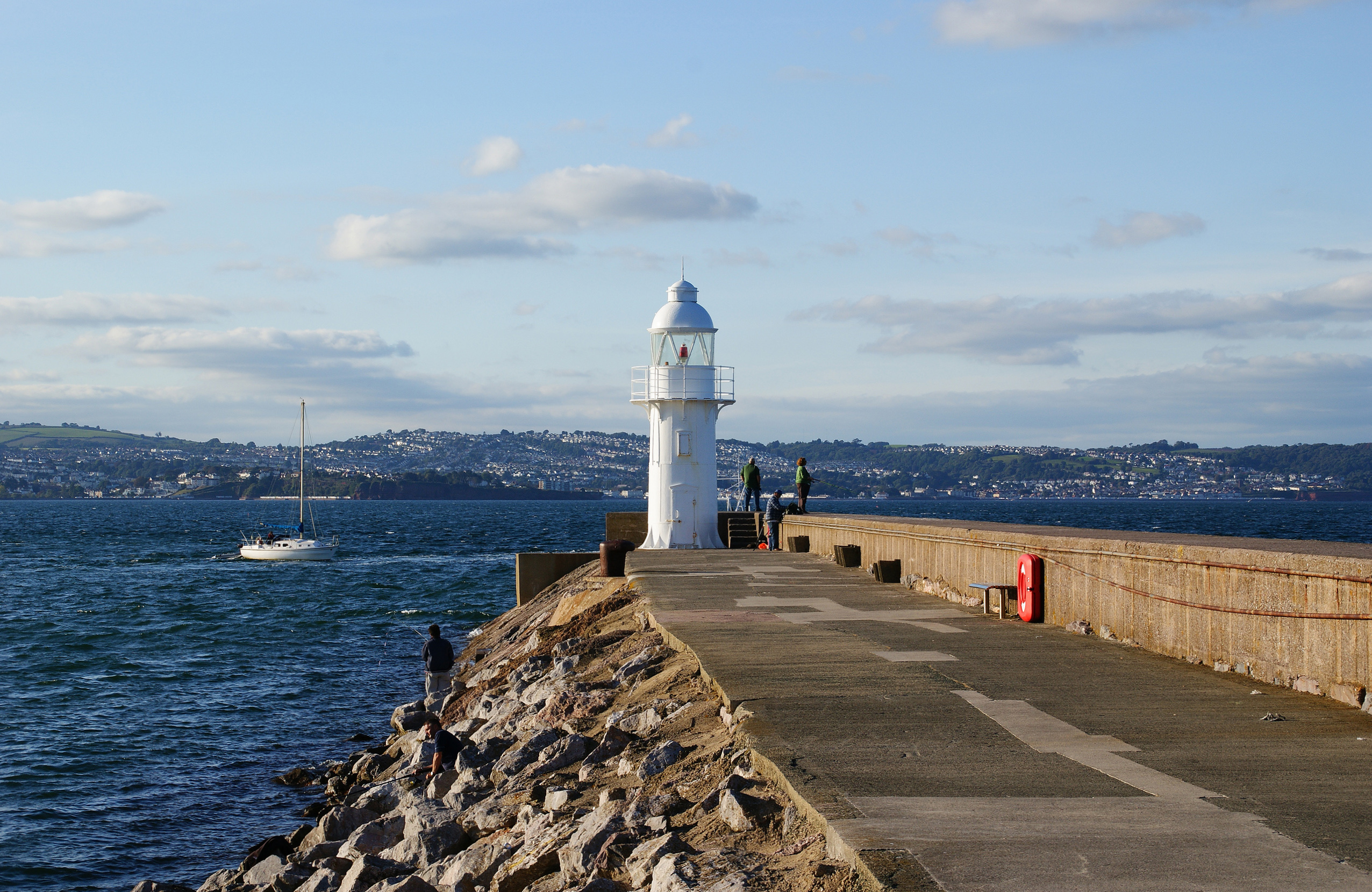
Vuurtoren aan het eind van de golfbreker te Brixham in Devon, UK

Golfbrekers zijn constructies die gebouwd zijn aan de kust, als onderdeel van de kustverdediging, of om een haveningang te beschermen tegen weersinvloeden en nadelige invloeden van zeestromingen langs de kust. Langs de Nederlandse kust bij Hoek van Holland, Scheveningen, IJmuiden en bij de Eemshaven en kleinere bij Cadzand en Breskens. In België bij Zeebrugge en Oostende en kleinere bij Nieuwpoort en Blankenberge. De woorden havenhoofd en golfbreker zijn bijna synoniemen. De term havenhoofd wordt vooral gebruikt als de nadruk ligt op geleiding van de stroming en de scheepvaart, terwijl golfbreker vooral gebruikt wordt als de nadruk ligt op het tegengaan van golfindringing. Niet alle golfbrekers zijn havenhoofden, kustparallelle golfbrekers die gebouwd worden om de kust tegen erosie te beschermen zijn duidelijk geen havenhoofd. Anderzijds is  de Pollendam bij Harlingen geen golfbreker.
Het woord pier wordt vooral gebruikt voor een constructie waarover gewandeld kan worden. Soms is die speciaal voor dit doel gebouwd, zoals de Scheveningse pier of die van Brighton. Maar vaak kan ook over een golfbreker gewandeld worden, golfbrekers worden daarom soms ook een pier genoemd.
In de volksmond worden de kleinere strandhoofden ook vaak golfbrekers genoemd. Dit is echter fundamenteel onjuist, omdat strandhoofden een heel andere functie hebben en ook op een geheel andere manier werken. Strandhoofden hebben tot doel de brandingsstroom tegen te gaan en/of de getijstroom uit de kust weg te houden 

## Doel en werking van golfbrekers

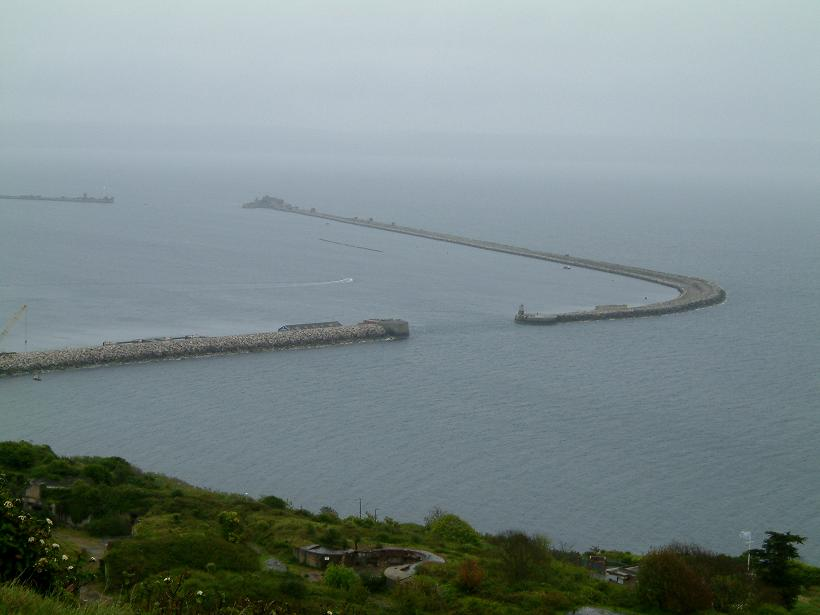
Golfbrekers bij de haven van Portland

Golfbrekers worden meestal gebouwd bij de ingang van havens om aldaar een beschut vaarwater te creëren voor schepen die de haven in en uit lopen en om rustig water in de haven zelf te creëren. Voor het varen is het vooral de branding waar schepen last van hebben. 
Een kenmerkende eigenschap van golfbrekers is dan ook dat zij dwars op de kust staan en zich door de brandingszone heen strekken, dus tot in het gebied waar de golven nog niet uit zichzelf breken.
De werking van een golfbreker is in principe eenvoudig: de golven die vanuit zee komen worden op de buitenkant van de golfbreker gebroken of gereflecteerd. Tussen de golfbrekers ontstaat daardoor een relatief rustig vaarwater.
Meestal wordt een golfbreker dus gebouwd om een haven(mond) te beschermen tegen voor schepen hinderlijke golven. Soms wordt er tussen de golfbrekers zelfs een complete haven gebouwd, zoals in Zeebrugge.

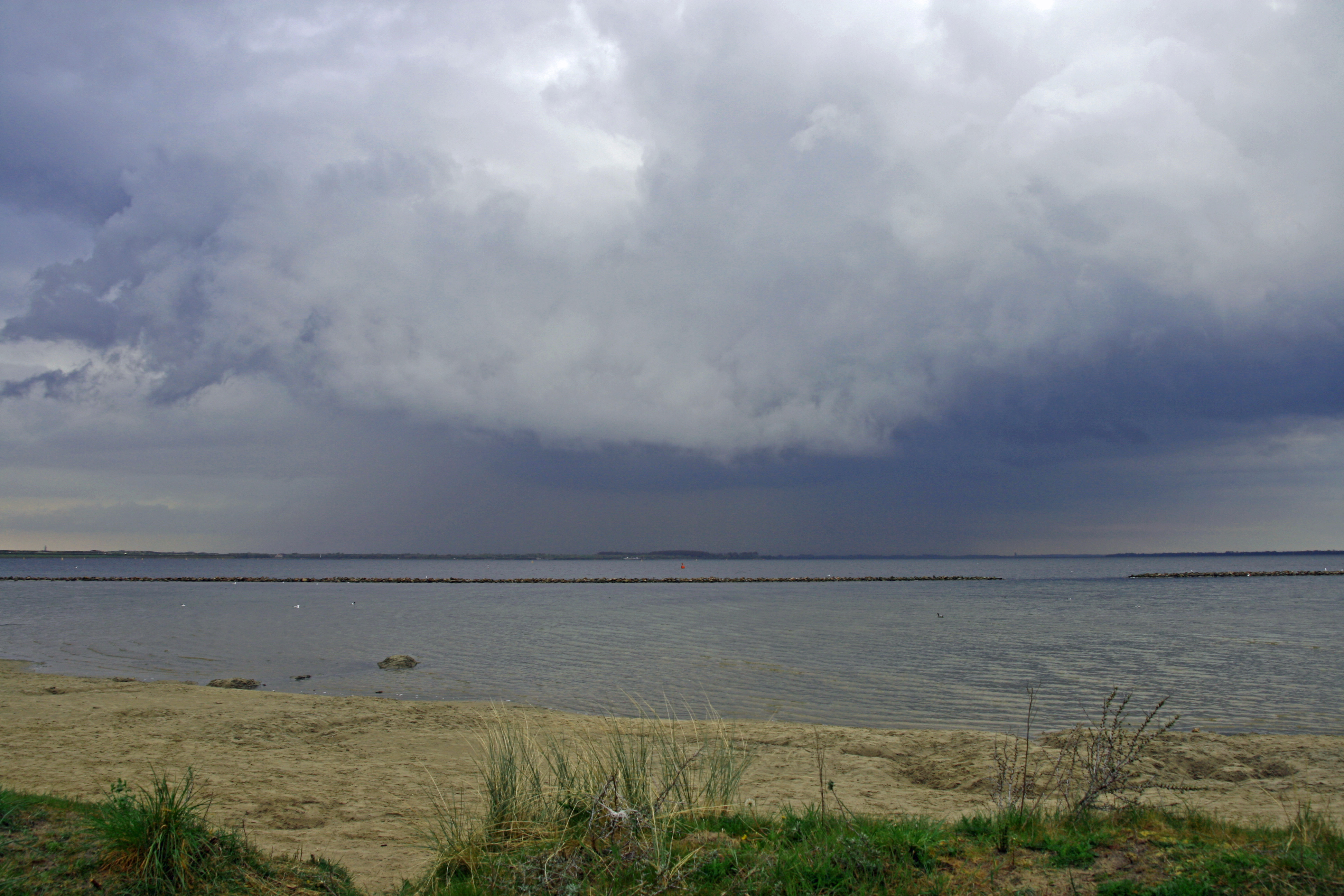
Oeverparallele golfbreker in het Grevelingenmeer

## Kustparallelle golfbrekers
Soms worden golfbrekers weleens gebouwd als kustbeschermingsmaatregel. De golfbrekers liggen dan parallel aan de kust, waardoor een golfluw gebied achter de golfbrekers ontstaat. Uiteindelijk kan een kust hierdoor gaan "groeien", waardoor lokaal erosieproblemen kunnen worden opgelost. Deze oplossing brengt echter ook morfologische problemen met zich mee; daarom zijn deze zogenoemde "detached breakwaters" nog niet langs de Vlaamse of Nederlandse kust toegepast. Dit systeem is op wat kleinere schaal wel uitgebreid toegepast in de Deltameren na afsluiting. Door het wegvallen van het getij na afsluiting zou de golfaanval geconcentreerd worden op één niveau, en daar dus veel erosie geven. Omdat men om ecologische redenen geen harde oeververdediging wilde, is er op enige afstand van de oever een kleine, oeverparallele golfbreker aangelegd.

## Typen golfbrekers

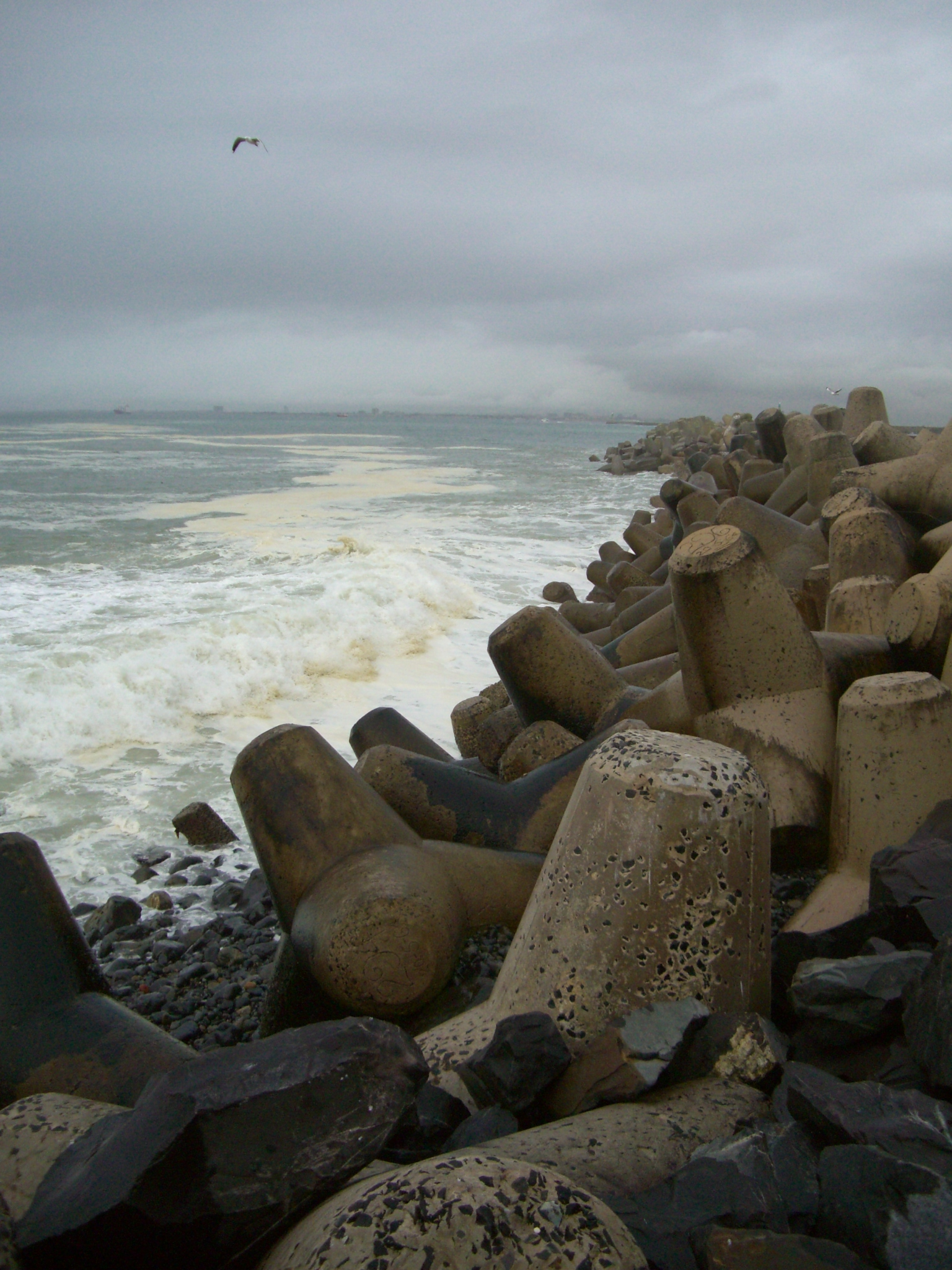
Een stortsteengolfbreker opgebouwd uit speciaal gegoten betonblokken

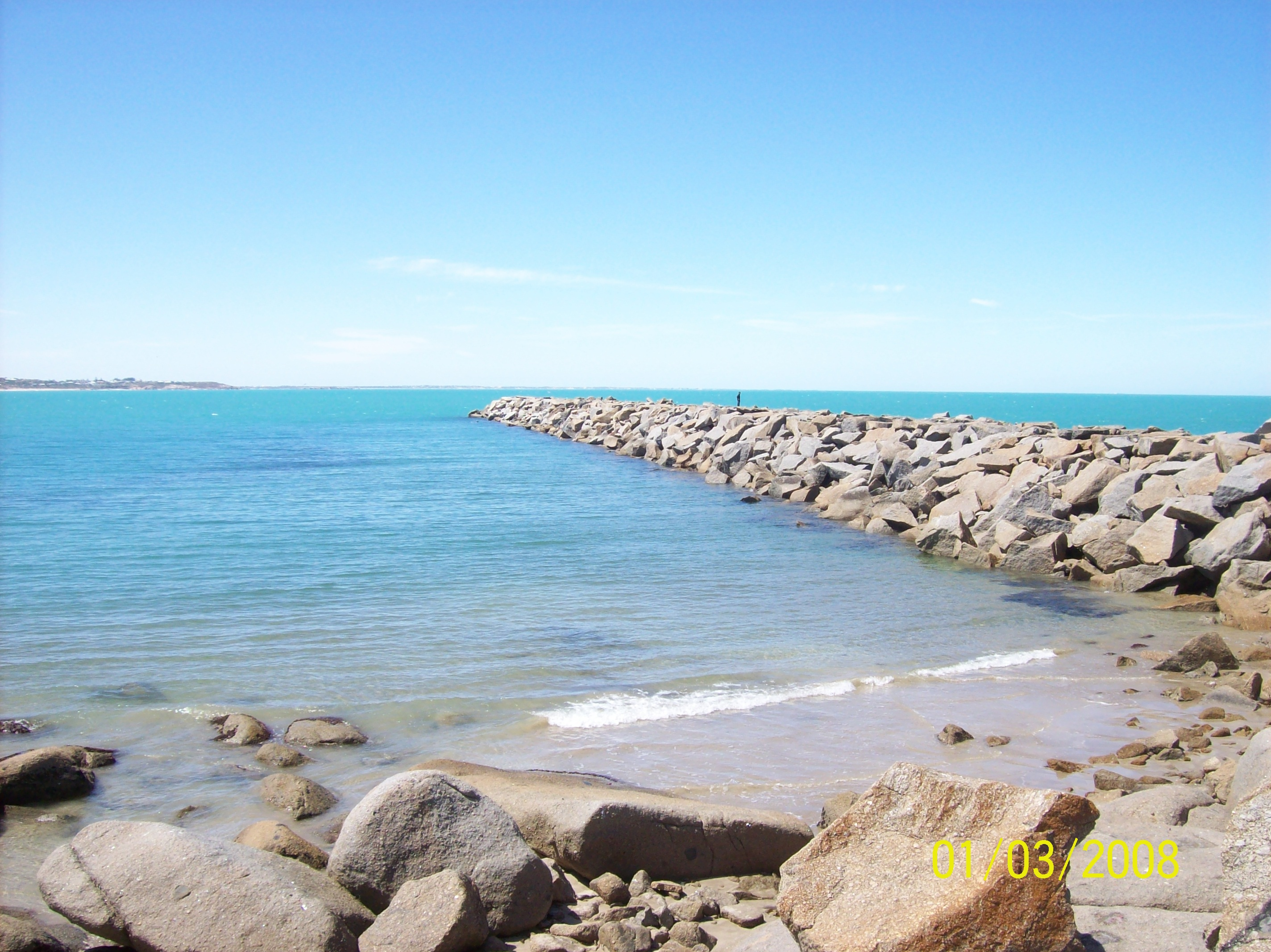
... en uit granietblokken

### Stortsteengolfbreker
De stortsteengolfbreker of "rubble-mound" is een van de meest voorkomende typen golfbrekers. Ook de meeste grote golfbrekers langs de Nederlandse en Belgische kust zijn van dit type. In essentie bestaan deze golfbrekers uit een kern van breuksteen waterbouwsteen met aan de buitenkant een zwaardere beschermlaag: de "armour"-laag. Deze armour-laag kan bestaan uit een zware klasse waterbouwsteen (in vergelijking tot het inwendige materiaal) of speciale betonnen golfbrekerelementen. Het benodigde gewicht van de waterbouwsteen wordt berekend met de Van der Meer-formule. De betonnen elementen kunnen eenvoudige kubussen zijn, tot meer ingewikkelde vormen met allerlei poten eraan, de "interlocking units". Deze speciale vormen zorgen ervoor dat de blokken tot op zekere hoogte in elkaar haken, waardoor ze als het ware samenwerken om de golfaanval te weerstaan. Opmerkelijk is overigens dat deze betonnen elementen uit ongewapend beton bestaan; dit omdat het risico van doorroesten van het wapeningsstaal in het zoute zeewater te groot is.
Andere onderdelen van een stortsteengolfbreker zijn: één of meerdere filterlagen (lagen steen tussen de kern en de armour-laag, om een enigszins geleidelijke overgang te creëren tussen de fijne en grove materialen), een filterconstructie op de bodem (dit kan bijvoorbeeld ook een speciaal doek zijn), een teenconstructie om de armour-laag te ondersteunen in de richting langs de helling, en eventueel een kroonmuur bovenop, om de golfbreker begaanbaar te maken.
Het voordeel van een stortsteengolfbreker is dat deze constructie relatief goedkoop is en eenvoudig te bouwen. Dit type golfbreker is eenvoudig te repareren (hoewel het in het geval van interlocking-units wat moeilijker wordt) en heeft zelfs een zelfreparerend vermogen: door het nazakken van de armour-laag kan het gat dat ontstaan is als er ergens een steen of betonblok van zijn plaats gekomen is (of zelfs helemaal uit de golfbreker geslagen is) weer opgevuld worden.
Het nadeel van een stortsteengolfbreker is dat de hoeveelheid benodigd materiaal, en dus ook de kosten van de golfbreker, kwadratisch toeneemt met de diepte. Daardoor is dit type golfbreker over het algemeen geen economische oplossing op heel diep water.

#### Bermgolfbrekers
Een speciaal type stortsteengolfbreker is de bermgolfbreker. Dit zijn golfbrekers die een horizontale berm rond het ontwerppeil hebben. Er zijn twee typen berm golfbrekers, die beide een compleet andere basisgedachte hebben.
De dynamisch stabiele bermgolfbreker is een golfbreker die uit één klasse steen bestaat (dus geen laag-opbouw bij de oppervlakte). De steengrootte is wat aan de kleine kant, waardoor er tijdens storm beweging kan optreden. Bij zo'n storm vervormt dan het profiel, totdat uiteindelijk een stabiel S-vormig profiel overblijft. Het voordeel van dit type is dat de uitvoering heel eenvoudig is, de stenen hoeven niet zorgvuldig geplaatst te worden en niet aan allerlei klasse-eisen te voldoen. Het bezwaar is dat de hoeveelheid benodigde steen wel groter is. Dit is dus een goede oplossing als in de nabijheid van het werk een steengroeve aanwezig is waar goedkoop veel steen te winnen is.

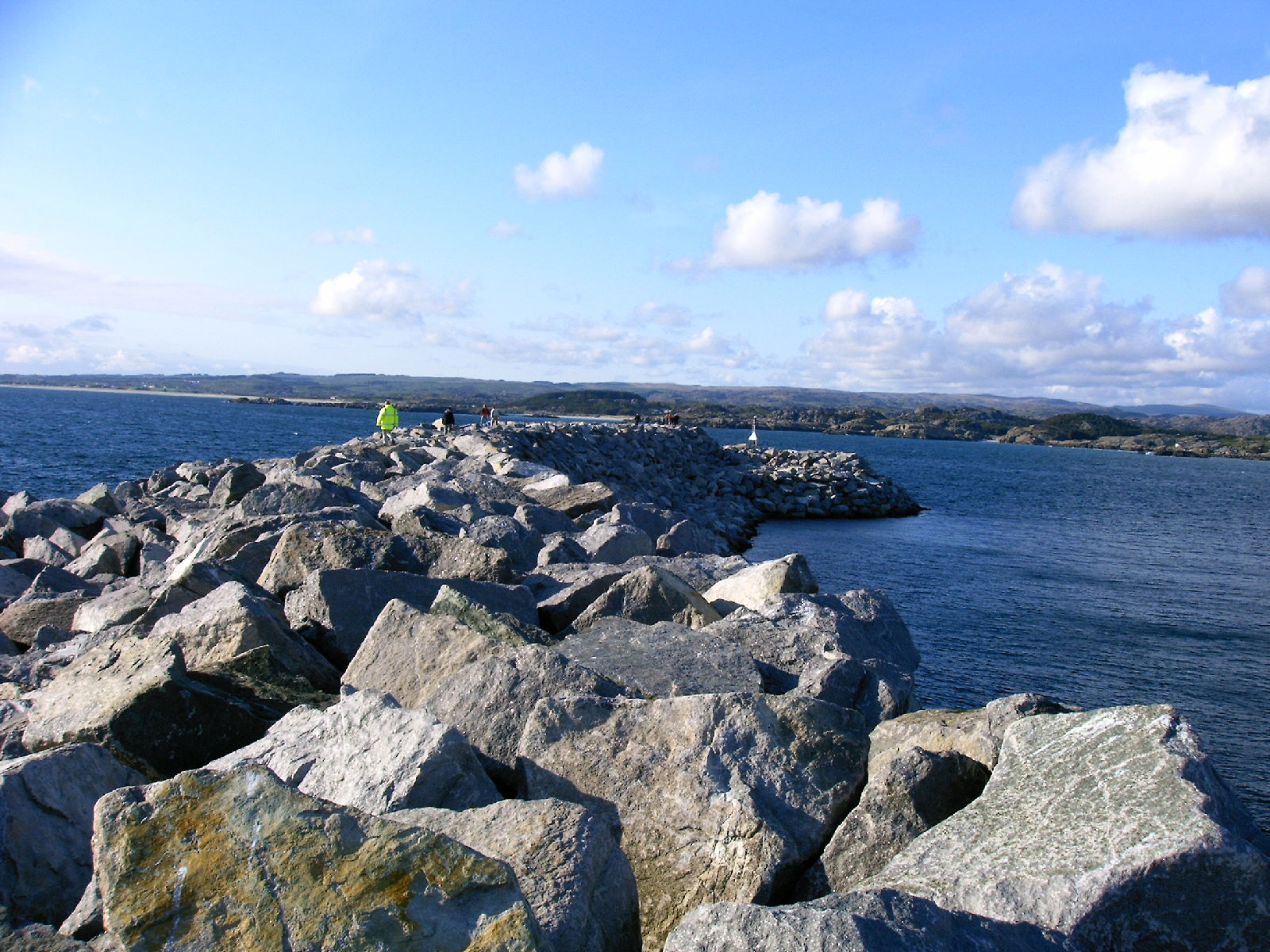
Sirevåg Golfbreker, Noorwegen; voorbeeld van een IJslandse bermgolfbreker

De andere bermgolfbreker is de IJslandse bermgolfbreker. Deze heeft ook een berm, maar bestaat uit een groot aantal verschillende, precies geplaatste stenen. Het ontwerp is zodanig afgestemd op de productie van de steengroeve dat vrijwel 100% van de steen uit de groeve in de golfbreker verwerkt kan worden. Er is dus geen afval. Dit type is aantrekkelijk als er een steengroeve in de buurt is, en er stringente eisen zijn t.a.v. materiaalgebruik. Het is nodig om een kwalitatief goede aannemer te hebben, om een dergelijke constructie te kunnen bouwen.

### Caissongolfbreker

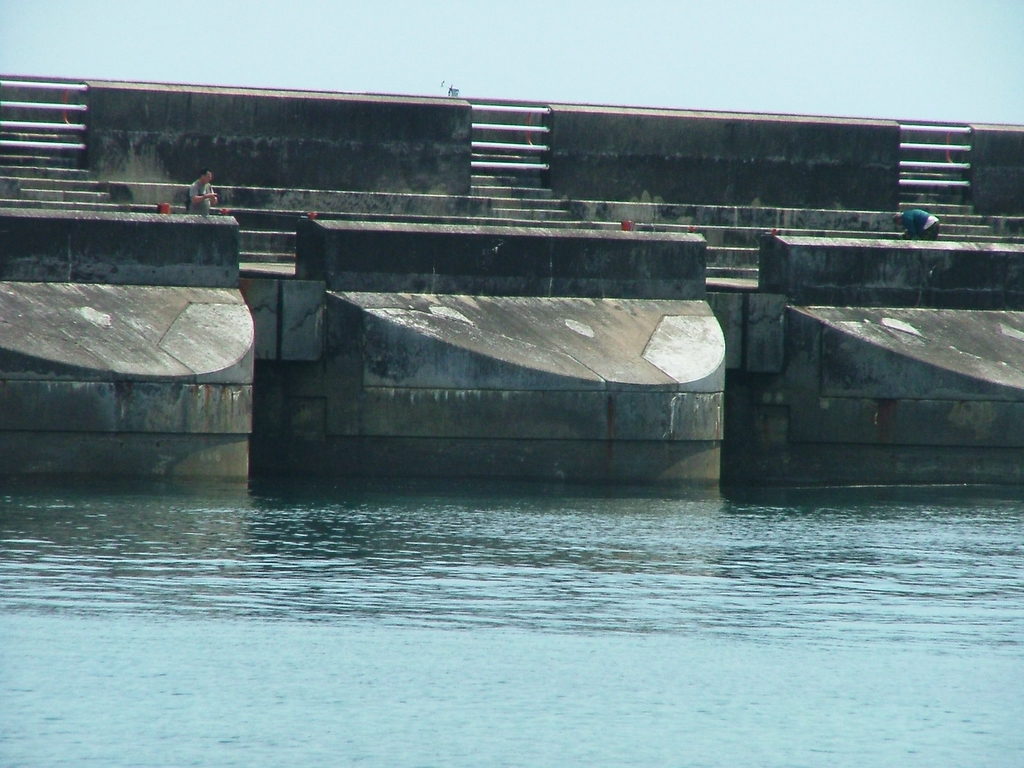
Caissongolfbreker

Een caissongolfbreker bestaat uit grote betonnen bakken (caissons) die geprefabriceerd worden en vervolgens op de juiste plaats op de zeebodem neergezet worden. De caissons worden vervolgens gevuld met stortsteen zodat zij een grote massa krijgen. Deze massa is nodig om voldoende stabiliteit te krijgen onder de grote krachten van de "golfklappen", die ontstaan als golven tegen een verticale muur slaan.
Caissons zijn relatief dure constructies. Alleen op erg diep water kunnen ze een economische oplossing zijn. Ze worden daarom toegepast in gebieden waar de zeebodem vanaf de kust gezien erg steil naar beneden gaat, bijvoorbeeld in Japan. Ook kunnen ze toegepast worden als er te weinig ruimte is voor een stortsteengolfbreker. Het voordeel van een caissongolfbreker is dat het erg eenvoudig is om aanlegplaatsen te creëren voor schepen. Een nadeel is dat het erg moeilijk is om de optredende krachten op de golfbreker te bepalen, en ook de fundering van deze zware constructies brengt hele eigen problemen met zich mee.

### Drijvende golfbreker

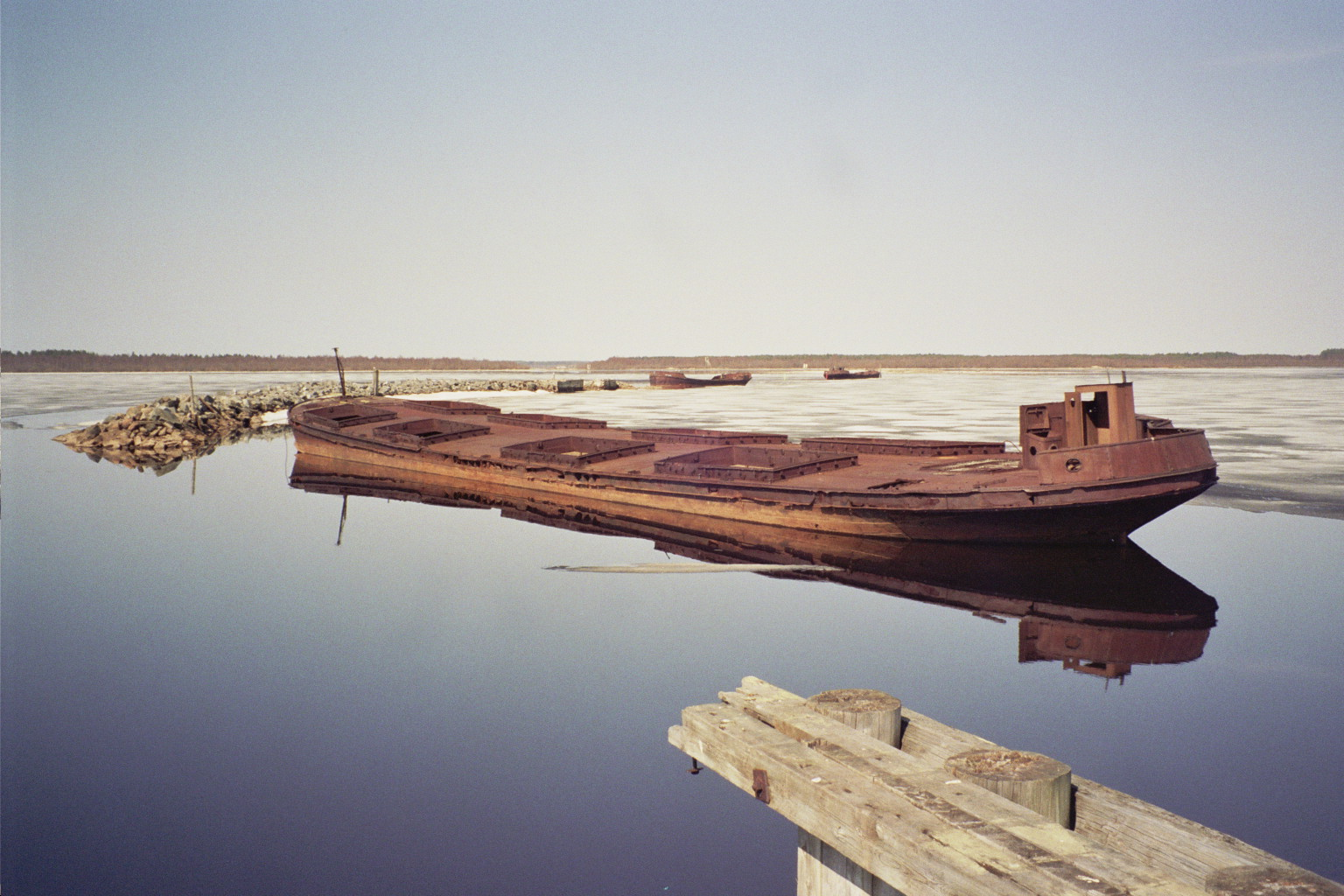
Golfbreker deels opgebouwd uit oude schepen

Drijvende golfbrekers zijn in Nederland uitvoerig getest door de TU Delft. Nu is mede uit de positieve resultaten van het onderzoek een bedrijf ontstaan dat wereldwijd deze drijvende golfbrekers bouwt (onder de naam Dutch Floating Breakwaters). De demping van deze golfbreker type is hoog (90%) voor relatief korte golven. Het is daarom een economische oplossing in vergelijking met de traditionele vaste golfbrekers voor situaties waar het water heel diep is, en doordat het wateroppervlak niet zo groot is de golfperiode klein. Dit doet zich bijvoorbeeld voor bij de Italiaanse Meren (noord Italië) en bij de Noorse Fjorden. 
Ook worden drijvende golfbrekers vaak gebruikt om tijdelijk op zee een kalme zone te creëren (bijv. bij militaire operaties).

### Palengolfbreker

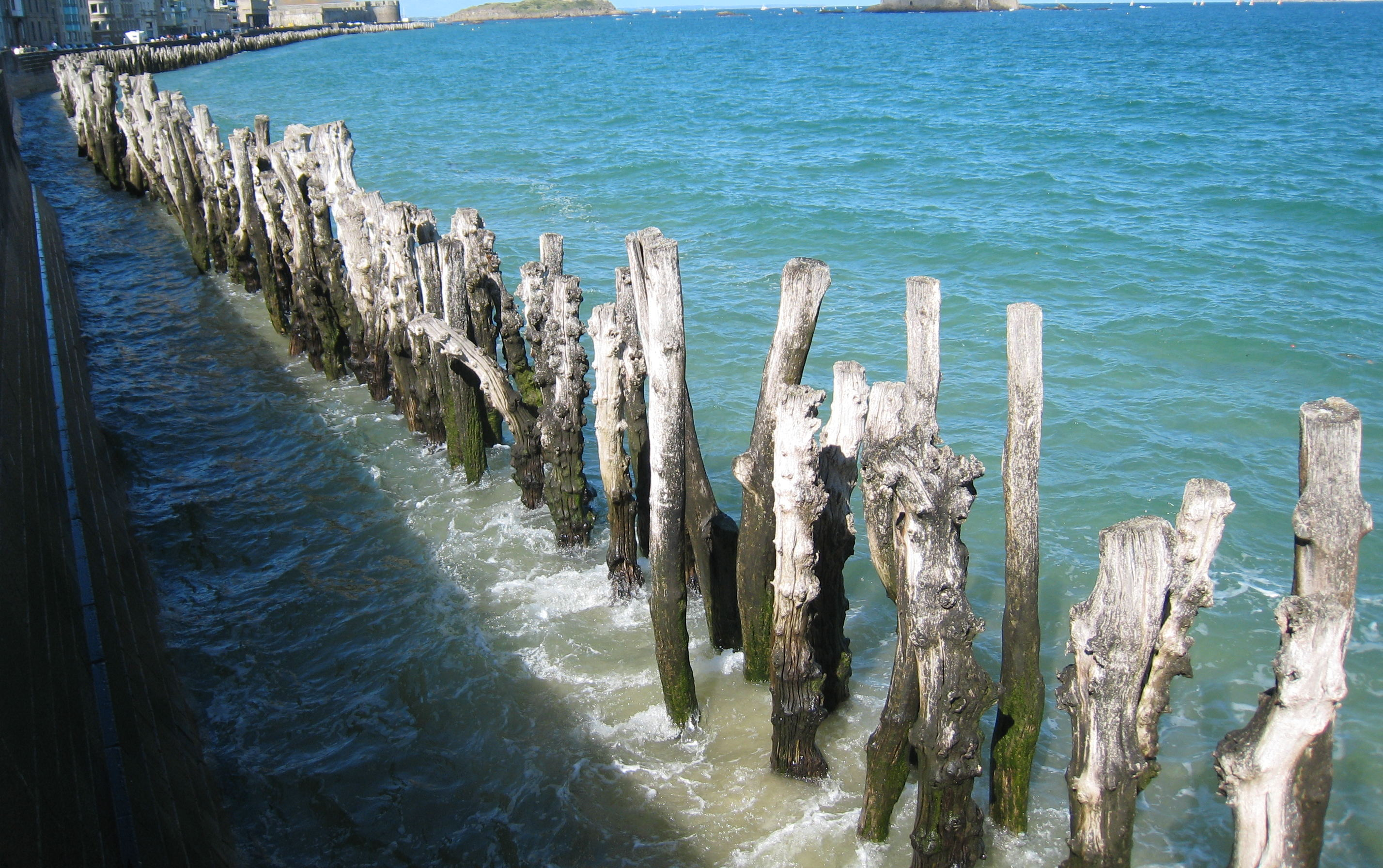
Palengolfbreker

Het in de grond spuiten van een groot aantal palen om zo de golfwerking af te remmen lijkt in eerste instantie een eenvoudige oplossing. Het kan echter op theoretische gronden aangetoond worden dat een dergelijke oplossing pas effect heeft als de palen zo dicht op elkaar staan dat ze bijna een gesloten muur vormen. Als echte golfbreker is een palengolfbreker dus niet erg effectief. Deze constructie kan echter een oplossing zijn in geval van erosieproblemen. Om een erosieprobleem op te lossen is vaak een reductie van de golfhoogte van enkele procenten al effectief, en dit kan wel met een palenrij bereikt worden.
Een bijzondere toepassing hiervan is een schot, bevestigd aan palen. Hierdoor worden (korte) golven ook geremd, en voor jachthavens kan dit een interessante optie zijn. In Australië komt dit type veel voor, omdat voor een dergelijk schot een veel eenvoudigere vergunningsprocedure gevolgd moet worden dan voor een breuksteengolfbreker (die vaak effectiever is).

### Bijzondere constructies
- Soms worden er stortsteengolfbrekers gebouwd die niet boven water uitkomen. Dit kan gedaan worden als een reductie van golfhoogten voldoende is en het niet nodig is alle golven weg te nemen. Doordat de constructie lager is, is veel minder materiaal nodig en is de constructie ook veel voordeliger.
- Verder worden soms de stortsteen- en caissongolfbreker gecombineerd: het onderste deel van de golfbreker wordt dan met stortstenen uitgevoerd, waarbovenop een caisson wordt geplaatst. Dit kan gedaan worden om kosten te sparen (goedkope stortstenen), terwijl er toch een aanlegplaats vereist is.

### Gezette stenen
In plaats van random gestorte steen of betonelementen kan een golfbreker ook bekleed worden met regelmatig geplaatste stenen. De bekleding is dan vergelijkbaar met een dijkbekleding. In het verleden werd hiervoor wel natuurlijke zetsteen (bijv. basalt) gebruikt, maar tegenwoordig wordt hiervoor vrijwel uitsluitend beton gebruikt. Het bezwaar van deze oplossing is dat een vrij glad talud ontstaat, waardoor er veel golfoploop is. Dit kan verminderd worden door een element te gebruiken dat hoor ruimte bevat waardoor de golfenergie gedissocieerd wordt, sla’s het Hillblock. Voor zwaarder aangevallen golfbrekers kan hiervoor ook het regelmatig geplaatste XblocPlus gebruikt worden, zoals op de Afsluitdijk is toegepast.

## Neveneffect
Een vervelende bijwerking van (haven-)golfbrekers is dat ze, doordat ze helemaal door de brandingszone heensteken, het zandtransport langs de kust in de brandingszone geheel blokkeren. Hierdoor kan er aan een kant van de golfbreker erosie ontstaan, terwijl er aan de andere kant aanzanding ontstaat. De aanzanding kan zelfs zo groot worden, dat het zand om de punt van de golfbreker heen gaat lopen. Het gevolg is dan echter dat het zand midden in de vaargeul gedeponeerd wordt, waardoor deze te ondiep kan worden. Het is dus zaak bij het ontwerp van de golfbreker hier al rekening mee te houden en hier oplossingen voor te zoeken (bijvoorbeeld: aan de ene zijde wegbaggeren en aan de andere zijde deponeren).